# Mohammed Hanszál
Mohammed Hanszál, arabul: محمد حنصال (Orán, 1947. november 6. –) algériai nemzetközi labdarúgó-játékvezető.

## Pályafutása

### Nemzeti játékvezetés
Az I. Liga játékvezetőjeként 1990-ben vonult vissza.

### Nemzetközi játékvezetés
Az Algériai labdarúgó-szövetség Játékvezető Bizottsága (JB) terjesztette fel nemzetközi játékvezetőnek, a Nemzetközi Labdarúgó-szövetség (FIFA) 1979-től tartotta nyilván bírói keretében. A FIFA JB központi nyelvei közül a franciát, a spanyolt és az angolt beszéli. Több nemzetek közötti válogatott és klubmérkőzést vezetett, vagy működő társának partbíróként segített. Az aktív nemzetközi játékvezetéstől 1990-ben búcsúzott.

#### Labdarúgó-világbajnokság

##### U20-as labdarúgó-világbajnokság
Japán a 2., az 1979-es ifjúsági labdarúgó-világbajnokságot, Chile a 6., az 1987-es ifjúsági labdarúgó-világbajnokságot rendezte, ahol a FIFA JB hivatalnokként foglalkoztatta.

###### 1979-es Ifjúsági labdarúgó-világbajnokság
| Időpont             | Helyszín           | Mérkőzés típusa              | Mérkőzés           | Eredmény | Nézők száma |
| ------------------- | ------------------ | ---------------------------- | ------------------ | -------- | ----------- |
| 1979. augusztus 25. | Chuo Stadion, Kóbe | csoportmérkőzés (C. csoport) | Paraguay–Dél-Korea | 3 : 0    | 13 000      |

###### 1987-es Ifjúsági labdarúgó-világbajnokság
| Időpont           | Helyszín                          | Mérkőzés típusa              | Mérkőzés               | Eredmény | Nézők száma |
| ----------------- | --------------------------------- | ---------------------------- | ---------------------- | -------- | ----------- |
| 1987. október 14. | Városi Stadion, Santiago de Chile | csoportmérkőzés (A. csoport) | Jugoszlávia–Ausztrália | 4 : 0    | 20 000      |

---
A világbajnoki döntőhöz vezető úton Mexikóba a XIII., az 1986-os labdarúgó-világbajnokságra és Olaszországba a XIV., az 1990-es labdarúgó-világbajnokságra a FIFA JB bíróként alkalmazta. Selejtező mérkőzéseket a CAF zónában vezetett. 1990-ben a FIFA JB kifejezetten partbíróként foglalkoztatta. Kettő csoportmérkőzésen és az egyik negyeddöntőben egyes számú besorolást kapott. A bronztalálkozón, az Olaszország–Anglia (2:1) mérkőzést vezető Joël Quiniou első számú partbírója volt. Az első számú partbírói feladat a kor előírásai szerint kiegészül azzal, hogy játékvezetői sérülés esetén ő vezeti tovább az összecsapást. Partbírói mérkőzéseinek száma világbajnokságon: 4.

##### 1986-os labdarúgó-világbajnokság

###### Selejtező mérkőzés
| Időpont          | Helyszín                  | Mérkőzés típusa                         | Mérkőzés        | Eredmény | Nézők száma |
| ---------------- | ------------------------- | --------------------------------------- | --------------- | -------- | ----------- |
| 1985. július 20. | El Menzah Stadion, Tunisz | előselejtező (3. forduló,- 2. mérkőzés) | Tunézia–Nigéria | 2 : 0    | 33 000      |

##### 1990-es labdarúgó-világbajnokság

###### Selejtező mérkőzés
| Időpont          | Helyszín                  | Mérkőzés típusa              | Mérkőzés      | Eredmény | Nézők száma |
| ---------------- | ------------------------- | ---------------------------- | ------------- | -------- | ----------- |
| 1989. június 25. | El Menzah Stadion, Tunisz | csoportmérkőzés (D. csoport) | Tunézia–Zaire | 1 : 0    | 25 000      |

###### Világbajnoki mérkőzés
| Időpont          | Helyszín                         | Mérkőzés típusa              | Mérkőzés              | Játékvezető        | Eredmény | Nézők száma |
| ---------------- | -------------------------------- | ---------------------------- | --------------------- | ------------------ | -------- | ----------- |
| 1990. június 16. | Sant'Elia Stadion, Cagliari      | csoportmérkőzés (6. csoport) | Anglia–Hollandia      | Zoran Petrović     | 0 : 0    | 35 267      |
| 1990. június 21. | La Favorita Stadion, Palermo     | csoportmérkőzés (6. csoport) | Hollandia–Írország    | Michel Vautrot     | 1 : 1    | 33 288      |
| 1990. június 30. | Artemio Franchi Stadion, Firenze | egyik negyeddöntő            | Argentína–Jugoszlávia | Kurt Röthlisberger | 0 : 0    | 38 971      |
| 1990. július 7.  | San Nicola Stadion, Bari         | bronzmérkőzés                | Olaszország–Anglia    | Joël Quiniou       | 2 : 1    | 51 426      |

#### Ázsia-kupa
Katar rendezte az 1988-as Ázsia-kupa labdarúgó tornát, ahol az AFC JB bíróként alkalmazta.

##### 1988-as Ázsia-kupa
| Időpont            | Helyszín               | Mérkőzés típusa              | Mérkőzés          | Eredmény |
| ------------------ | ---------------------- | ---------------------------- | ----------------- | -------- |
| 1988. december 4.  | Katar SC Stadion, Doha | csoportmérkőzés (B. csoport) | Kína–Szíria       | 3 : 0    |
| 1988. december 12. | al-Ahli Stadion, Doha  | csoportmérkőzés (B. csoport) | Kína–Szaúd-Arábia | 0 : 1    |